# San Pedro (Fluss)
Der San Pedro ist ein Küstenfluss in der Elfenbeinküste.

## Verlauf
Der Fluss hat seine Quellen östlich des Nationalpark Taï, im Zentrum des Distrikts Bas-Sassandra. Er fließt in südliche Richtung. Wenige Kilometer nach seiner Quelle bildet er die Grenze zwischen den beiden Regionen Nawa und San-Pédro. Nach knapp der Hälfte seines Weges nimmt er von rechts einen wichtigen Nebenfluss, den Palabod, auf. Kurz darauf passiert er den Faye-Stausee. Im Anschluss mündet ebenfalls von rechts ein weiterer wichtiger Nebenfluss, der Kré, bevor der San Pedro schließlich bei der Stadt San-Pédro in den Golf von Guinea mündet.

## Hydrometrie
Die Durchflussmenge des San Pedro wurde an der hydrologischen Station Pompage de San Pedro bei fast dem kompletten Einzugsgebietes, über die Jahre 1966 bis 1982 gemittelt, in m³/s gemessen (Datensatz lückenhaft).